# Pont-en-Royans
Pont-en-Royans este o comună în departamentul Isère din sud-estul Franței. În 2009 avea o populație de 853 de locuitori.

## Evoluția populației
| An        | 1975  | 1982  | 1990 | 1999 | 2006 | 2009 |
| --------- | ----- | ----- | ---- | ---- | ---- | ---- |
| Populație | 1.094 | 1.051 | 879  | 917  | 878  | 853  |